# 潮滩胞菌属
潮滩胞菌属（学名：Aestuariicella）是交替单胞菌目下的一个地位未定属。此属的物种是革兰氏阴性、好氧、非运动性的杆状细菌。此属的模式种是解烃潮滩胞菌（Aestuariicella hydrocarbonica）。

## 下属物种
本属包括以下物种：
- 白潮滩胞菌 Aestuariicella albida Xue et al. 2022
- 解烃潮滩胞菌 Aestuariicella hydrocarbonica Lo et al. 2015